# Biblické písně
Biblické písně (op. 99 (B. 185)) jsou hudební cyklus deseti zpěvů pro sólový hlas s průvodem klavíru na texty z Knihy žalmů v překladu Bible kralické, který složil Antonín Dvořák.

## Vznik písní
Biblické písně je dílo velmi intimní, jedno z nejniternějších v celém životním díle Antonína Dvořáka. O spontánnosti jejich vzniku není pochyb. První z nich (podle vydání sedmá) byla ve zpěvním hlase zaznamenána 5. března 1894 a ostatní písně následovaly rychle za sebou, takže celý cyklus byl hotov během tří týdnů. Což je neobvykle krátká doba. První z písní byla tedy zapsána 5. března. Ten samý den byl hotov náčrt písně deváté, 7. března byla načrtnuta i vypracována píseň druhá, další den v čistopise píseň sedmá a pak devátá. 13. března byly rozpracovány písně první, šestá a desátá, z nichž 14. března byla dokončena píseň desátá a 15. března píseň první, spolu se začátkem písně čtvrté, která byla hotova 16. března. Mezi 18. a 20. březnem Dvořák dokončil píseň šestou a konečně 21. března byly ještě načrtnuty písně třetí, pátá a osmá, z nichž třetí autor vypracoval 22. března, pátou 24. a osmou 25. a 26. března.
Dnes je možné jen předpokládat, co bylo základním impulzem pro Dvořáka k vytvoření těchto písní. Za základ je možné pokládat charakteristickou náladu, která nutkala skladatele, aby se často odvracel od světa, který ho obklopoval a vnořil se co nejhlouběji do svého nitra. Mohly tu však být i jiné důležité příčiny pro vznik písní. Autora se jistě muselo dotknout, když na konci roku 1893 zemřeli dva jeho hudební současníci – Pjotr Iljič Čajkovskij a Charles Gounod. S Čajkovským navíc Dvořák udržoval velmi přátelské vztahy a díky němu se náš hudebník dostal v roce 1890 do Ruska. Krátce poté přišla k Dvořákovi další smutná zpráva. V únoru 1894 zemřel Hans von Bülow, skvělý dirigent, Dvořákův ctitel a propagátor. K tomu přišla další zpráva ze skladatelova vlastního domova, že ve Velvarech umírá jeho osmdesátiletý otec František. Musíme si také uvědomit, že čas ve kterém Dvořák písně psal, byl krátce před Velikonocemi. Z toho všeho si můžeme odvodit, že Biblické písně nevznikaly náhodně, ale že autor měl pro vznik díla velkou řadu důvodů.

## Charakteristika
Antonín Dvořák byl silně věřící člověk s upřímným poměrem k Bohu. Víme, že jeho opravdová zbožnost se již několikrát projevila ve skladatelově práci. Jeho Stabat Mater a Rekviem patří k základním pilířům české hudby. Biblické písně jsou však pro Dvořákovu zbožnost nejpříznačnější. Ukazují totiž jeho víru v prostotě a hlubokosti. Není bez zajímavosti, že skladatel psal písně na texty české, a že pro tyto texty volí výňatky z Davidovy Knihy žalmů podle otištění v Bibli Kralické.

V těchto textech je obsažena velká moudrost v názorech na smysl života a na duchovní potřeby člověka. Je v nich také básnická síla a barvitost slov. Je zřejmé, že skladatel Knihu žalmů velmi dobře znal a jeho výběr textů nemohl být náhodný. Vybíral si v širokém rozsahu od žalmu 23 až po žalm 145. Dvořák také projevil jemný smysl proto, aby v písních byla obsahová rozmanitost, aby se písně úzkostné střídaly s důvěřivými a po žalozpěvech přicházely radostné hymny. Na původním znění textů měnil autor jen detaily. Přidal-li někde slůvko nebo ho pozměnil, dělal to pouze z potřeby utváření hudební fráze, ale také pro zesílení hudebního výrazu. Vlastní písňové zhudebnění těchto textů patří k vrcholům písňové literatury. Dvořák se dokázal skvěle ztotožnit s myšlenkami biblických veršů a přetvořil je v hudební projev stejně prostý a hluboký jako jsou verše samy.

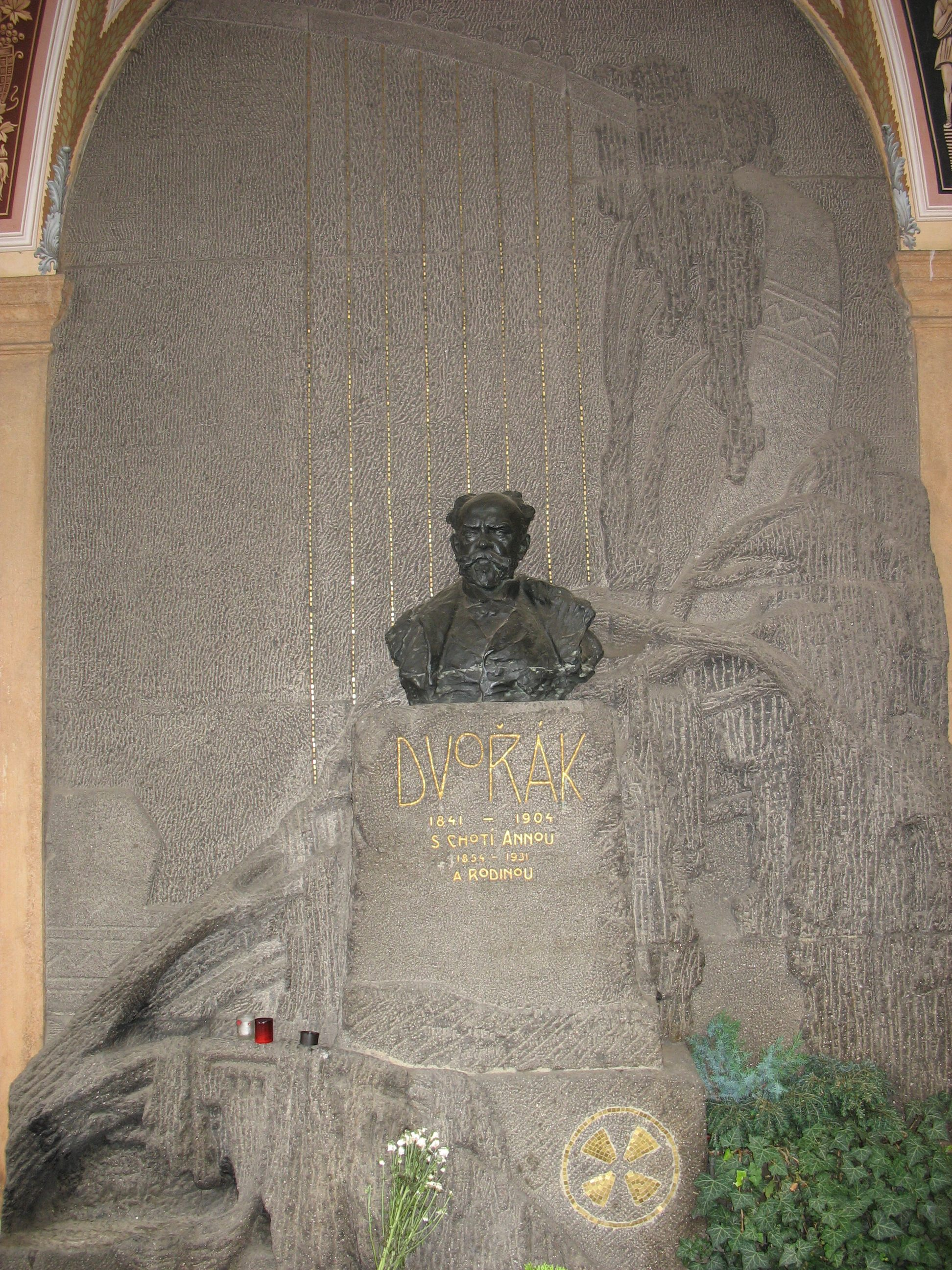
Dvořákův hrob na Vyšehradě v Praze

Je velmi zajímavé, jak se základní tvůrčí vypětí při práci na písních projevilo na jejich deklamační stránce. Skladatel musel být při práci velmi opatrný i volný zároveň. Hudební linie se vytváří s obvyklou nenuceností, aniž by se rozcházela s logickým spádem vět a slov. Je možné, že tu rozhodovala i okolnost, že Dvořák akceptoval výtky, kterými česká kritika poznamenala jeho umělecká díla při posuzování deklamační stránky jeho oper. Hudební tvar, který skladatel písním vtiskl, plně respektuje ducha české řeči. Je zřejmé, že si autor uvědomoval deklamační čistotu písní, a proto se velmi zjímal o německý a anglický překlad. Jeho vydavatel Simrock, který písně koupil v roce 1894, také sám věnoval pozornost překladu na výslovné přání Dvořáka. Do němčiny písně přeložil Bedřich Eben a anglický překlad zajistila Daphne Rusbridge.

## Vydání písní, první provedení
V původním znění s klavírním doprovodem vydala Simrockova firma v Berlíně poprvé Biblické písně na začátku roku 1895. Brzy poté autor přepracoval klavírní doprovod prvních pěti písní do orchestrální podoby pro malý orchestr. Jak řekl Simrockovi sám Dvořák, pěvci si prý v písních s orchestrem libují, a je to pro ně něco nového.
První provedení těchto písní v orchestrálním znění bylo 4. ledna 1896 na zahajovacím koncertě spolku Česká filharmonie v pražském Rudolfinu. Koncert řídil sám Antonín Dvořák a pěveckého partu se ujal barytonista Národního divadla František Šír. Dvořákova originální partitura 1. až 5. písně vyšla tiskem poprvé až v roce 1960 v kritické edici Souborného díla Antonína Dvořáka. Písně 6. až 10. v instrumentaci Jarmila Burghausera a Jana Hanuše vyšly současně jako doplněk k tomuto prvnímu vydání původního orchestrálního znění. Biblické písně byly také upraveny a vydány pro vyšší hlas, soprán a tenor.